# HD 170069
HD 170069(HR 6922)는 남반구 별자리인 망원경자리에 있는 항성이다. 겉보기 등급은 5.68로 육안으로 희미하게 관측할 수 있다. 이 항성은 지구로부터 약 590 광년에 위치해 있다. HD 170069는 천문학자 벤자민 아프타롭 굴드가 이 별의 바이어 명칭을 제거하기 전까지 망원경자리 타우로 알려져 있었다.
HD 170069는 분광형 K2 III를 띄며, 이는 이 항성이 적색거성임을 나타낸다. 이 항성은 태양 질량의 약 4.08배이지만 둘레는 태양 반지름의 23.69배로 팽창했다. 이 항성은 유효온도 4490K이므로 오렌지색 빛을 방출하며, 항성이 나이를 먹음에 따라 항성 자전 속도는 1 km/s 미만으로 다른 항성들의 비해 매우 느린편에 속한다.